# Algoritmo Apostolico-Giancarlo
In informatica, l'algoritmo Apostolico-Giancarlo è una variante dell'algoritmo di ricerca di stringhe di Boyer-Moore, la cui applicazione di base è la ricerca di occorrenze di un pattern {\displaystyle P} in un testo {\displaystyle T}. Come con altre ricerche di stringhe basate sul confronto, questo viene fatto allineando {\displaystyle P} ad un certo indice di {\displaystyle T} e controllando se si verifica una corrispondenza in quell'indice. {\displaystyle P} viene quindi spostato rispetto a {\displaystyle T} secondo le regole dell'algoritmo Boyer-Moore, e il processo si ripete fin quando la fine di {\displaystyle T} è stata raggiunta. L'applicazione delle regole di spostamento di Boyer-Moore spesso fa sì che grandi parti del testo vengano interamente saltate.
Per quanto riguarda l'operazione di spostamento, Apostolico-Giancarlo è equivalente come funzionalità a Boyer–Moore. L'utilità di Apostolico-Giancarlo è quella di velocizzare l'operazione di match-checking a qualsiasi indice. Con Boyer-Moore, trovare un'occorrenza di {\displaystyle P} in {\displaystyle T} richiede che tutti gli {\displaystyle n} caratteri di {\displaystyle P} corrispondano. Per alcuni pattern e testi, questo è molto inefficiente, per esempio quando sia il pattern che il testo sono costituiti dallo stesso carattere ripetuto, nel qual caso Boyer-Moore viene eseguito in {\displaystyle O(nm)}, dove {\displaystyle m} è la lunghezza in caratteri di {\displaystyle T}. Apostolico-Giancarlo lo accelera salvando il numero di caratteri abbinati agli allineamenti di {\displaystyle T} in una tabella, la quale viene combinata con i dati raccolti durante la pre-elaborazione di {\displaystyle P} per evitare controlli di uguaglianza ridondanti per sequenze di caratteri che si sa che corrispondono. Può essere visto come una generalizzazione della regola di Galil.